# Comitatul Salem, Carolina de Sud
Comitatul Salem din statul american  Carolina de Sud, conform originalului Salem County, South Carolina, a fost un comitat din regiunea statului cunoscută ca Pee Dee. Comitatul a avut o viață scurtă, doar de nouă ani, între 1791, când a fost creat din două comitate, Claremont și Clarendon, și 1800, când a fost înglobat în nou creatul Comitat Sumter.